# Bacteroidota
Die Bacteroidota (früher Bacteroidetes) bilden einen eigenen Stamm (äquivalent: Abteilung, englisch division, lateinisch divisio, allgemein auch Phylum genannt) innerhalb der Domäne der Bakterien. In diesem Phylum findet sich eine breite Vielfalt von Stoffwechsel, Ökologie und Morphologie.

## Erscheinungsbild
Der Gram-Test ist negativ. Die Zellen der meisten Arten sind stäbchenförmig und bilden keine Sporen. Es sind aerobe, also auf Sauerstoff angewiesene, wie auch anaerobe Vertreter vorhanden. Mehrere Arten, wie z. B. von der Klasse der Flavobakterien und Cytophagen, sind durch Gleitbewegungen motil (beweglich).

## Pathogenität
Innerhalb der Bacteroidota (Bacteroidetes) sind auch einige für Tiere und Menschen krankheitserregende (pathogene) Arten vorhanden. In der Familie Flavobacteriaceae sind u. a. einige Arten für Vögel pathogen. Capnocytophaga gehört zu der normalen Bakterienflora des Menschen, kann aber unter bestimmten Umständen auch pathogen wirken. Auch Bacteroides fragilis und Bacteroides thetaiotaomicron sind opportunistische Krankheitserreger des Menschen. Für Fische sind z. B. Arten von Cytophaga pathogen.

## Systematik
Die Abteilung Bacteroidota (synonym Bacteroidetes) enthält aufgrund von 16s-rRNA-Gensequenzen die Klassen Bacteroidia, Cytophagia, Flavobacteriia und Sphingobacteriia.
Die hier angegebene Systematik basiert mit Stand 15. August 2024 auf den folgenden Quellen:
- L – List of Prokaryotic names with Standing in Nomenclature (LPSN), Deutsche Sammlung von Mikroorganismen und Zellkulturen (DSMZ)[1]
- N – National Center for Biotechnology Information (NCBI, Taxonomy Browser)[2]
- G – Genome Taxonomy Database (GTDB), University of Queensland (UQ), Australien.[3][4] – hier nur ersatzweise benutzt bei fehlender Referenz zu LPSN und NCBI (siehe Anmerkung unten).

Die GTDB versteht abweichend von LPSN und NCBI das Phylum Bacteroidota im weiteren Sinne, d. h. dem Umfang nach identisch mit der Bacteroidota–Chlorobiota-Gruppe (Bacteroidetes–Chlorobi); die in dieser Klade enthaltenen Phyla (entsprechend LPSN/NCBI) beinhalten (bis auf Bacteroidota selbst) jeweils nur eine einzige Klasse und sind in der GTDB auf diese Rangstufe herabgestuft.
Man beachte, dass unterschiedliche Taxa teilweise sehr ähnliche Namen haben, etwa ‚-bacteria‘ versus ‚-bacteriia‘, das doppelte ‚i‘ drückt im Allgemeinen eine Ähnlichkeit (sensu lato oder Schwestertaxon) aus. Die Systematik im Einzelnen:
Phylum Bacteroidota Krieg et al. 2021 (L,N), mit Synonymen Bacteroidetes Krieg et al. 2012 (L,N), „Sphingobacteria“ Cavalier-Smith 2002 (L)
- Klasse Bacteroidia Krieg 2012[S 2] – die beiden folgenden Ordnungen sind bei LPSN im Gegensatz zu NCBI synonym (d. h. zusammengelegt):
  - Ordnung Bacteroidales Krieg 2012 (L) … emend. Pikuta et al. 2017 (N)
inkl. Marinilabiliales Wu et al. 2016 (L,N)
    - Familie „Candidatus Aminobacteroidaceae“ Mei et al. 2020 (L)
    - Familie „Candidatus Azobacteroidaceae“ Chuvochina et al. 2023
    - Familie Bacteroidaceae Pribram 1933
    - Familie Balneicellaceae Fadhlaoui et al. 2016
    - Familie Barnesiellaceae García-López et al. 2020
    - Familie Dysgonomonadaceae García-López et al. 2020
    - Familie „Candidatus Homeothermaceae“ Ormerod et al. 2016
    - Familie Lentimicrobiaceae Sun et al. 2016
    - Familie Marinifilaceae Iino et al. 2014, mit Gattung Marinifilum (L,N)
    - Familie Marinilabiliaceae Ludwig et al. 2012
    - Familie Muribaculaceae Lagkouvardos et al. 2019
    - Familie Odoribacteraceae Munoz et al. 2016
    - Familie Paludibacteraceae Ormerod et al. 2022
    - Familie Porphyromonadaceae Krieg 2012
    - Familie Prevotellaceae Krieg 2012
    - Familie Prolixibacteraceae Huang et al. 2014 syn.  Draconibacteriaceae Du et al. 2014
    - Familie Rikenellaceae Krieg et al. 2012
    - Familie Salinivirgaceae Ben Hania et al. 2017
    - Familie Tannerellaceae Ormerod et al. 2022
    - Familie Tenuifilaceae Podosokorskaya et al. 2021
    - Familie Williamwhitmaniaceae Pikuta et al. 2017

- Klasse Chitinophagia Munoz et al. 2017 (L,N)
  - Ordnung Chitinophagales Munoz et al. 2017 (L) … emend. Hahnke et al. 2016 (N)
    - Familie Chitinophagaceae Kämpfer et al. 2011 (L)
- Klasse „Candidatus Costitxiia“ Gago et al. 2024 (L)
  - Ordnung „Candidatus Costitxiales“ Gago et al. 2024 (L)
    - Familie „Candidatus Costitxiaceae“ Gago et al. 2024 (L) mit Gattung „Candidatus Costitxia“ Gago et al. 2024 (L)
- Klasse Cytophagia Nakagawa 2012 (L) … emend. Hahnke et al. 2016 (N), mit Synonym Flavobacteria Cavalier-Smith 2002 (L),[8][S 3]
  - Ordnung Cytophagales Leadbetter 1974 (L,N)
    - Familie Bernardetiaceae Hahnke et al. 2017 (L)
    - Familie Catalinimonadaceae corrig. Choi et al. 2013 (L), syn. Catalimonadaceae Choi et al. 2013 (L)
    - Familie Cesiribacteraceae García-López et al. 2020 (L)
    - Familie Cyclobacteriaceae Nedashkovskaya & Ludwig 2012 (L)
    - Familie Cytophagaceae Stanier 1940  (L)
    - Familie Flammeovirgaceae Yoon et al. 2011 (L)
    - Familie Flexibacteraceae García-López et al. 2020 (L)
    - Familie Fulvivirgaceae García-López et al. 2020 (L)
    - Familie Hymenobacteraceae Munoz et al. 2016 (L)
    - Familie Mangrovivirgaceae Sefrji et al. 2021 (L)
    - Familie Marivirgaceae García-López et al. 2020 (L)
    - Familie Microscillaceae Hahnke et al. 2017 (L)
    - Familie Mooreiaceae Choi et al. 2013 (L)
    - Familie Persicobacteraceae Munoz et al. 2016 (L)
    - Familie Raineyaceae Albuquerque et al. 2018 (L)
    - Familie Reichenbachiellaceae García-López et al. 2020 (L)
    - Familie „Rhodocytophagaceae“ Zhang et al. 2023 (L)
    - Familie Roseivirgaceae García-López et al. 2020 (L)
    - Familie Shiellaceae Liu et al. 2023 (L)
    - Familie Spirosomataceae corrig. Larkin & Borrall 1978 (L), syn. Spirosomaceae Larkin & Borrall 1978 (L)
    - Familie Splendidivirgaceae Li et al. 2024 (L)
    - Familie Thermoflexibacteraceae García-López et al. 2020 (L)
    - Familie Thermonemataceae Munoz et al. 2016 (L)
- Klasse Flavobacteriia  Bernardet 2012 (L,N)
  - Ordnung Flavobacteriales Bernardet 2012 (L), zuvor „Flavobacteriales“ Bernardet 2011 (N)
    - Familie Blattabacteriaceae Kambhampati 2012 (L)
    - Familie Crocinitomicaceae Munoz et al. 2016 (L)
    - Familie Cryomorphaceae Bowman et al. 2003 (L), syn. Luteibaculaceae Bowman 2021 (L), Salibacteraceae Bowman 2021 (L) und Vicingaceae Bowman 2021 (L)
    - Familie Flavobacteriaceae Reichenbach 1992 (L)
    - Familie Ichthyobacteriaceae Takano et al. 2016 (L)
    - Familie Schleiferiaceae Albuquerque et al. 2011 (L)
    - Familie Weeksellaceae García-López et al. 2020 (L)
- Klasse Saprospiria Hahnke et al. 2018 (N) bzw. 2017 (L)
  - Ordnung Saprospirales Hahnke et al. 2017 (L,N)
    - Familie Lewinellaceae Hahnke et al. 2017, syn. Haliscomenobacteraceae Hahnke et al. 2017
    - Familie Saprospiraceae Krieg et al. 2012
- Klasse Sphingobacteriia  Kämpfer 2012 (L,N)
  - Ordnung Sphingobacteriales Kämpfer 2012 (L,N)[S 4]
    - Familie Aurantibacillaceae Vieira et al. 2023 (L)
    - Familie Filobacteriaceae Ike et al. 2016 (L)
    - Familie Sphingobacteriaceae Steyn et al. 1998 (L)
- ohne Klassen- und Ordnungszuweisung
  - Familie „Candidatus Amoebophilaceae“ Santos-Garcia et al. 2014 (L)

Verschoben in ein eigenes Phylum:
Phylum Rhodothermota Munoz et al. 2021
- Klasse Rhodothermia Munoz et al. 2017
  - Ordnung Rhodothermales Munoz et al. 2017
    - Familie Rhodothermaceae Ludwig et al. 2012, mit Gattung Rhodothermus (L)
    - Familie Rubricoccaceae Munoz et al. 2016, mit Gattung Salisaeta (L)
    - Familie Salinibacteraceae Munoz et al. 2016, mit Gattung Salinibacter (L)
    - Familie Salisaetaceae Park et al. 2019 (L)

Verschoben in bestehendes Phylum:
Phylum Pseudomonadota Garrity et al. 2021 (L)
- Klasse Gammaproteobacteria Garrity et al. 2005 (L)
  - Ordnung Methylococcales Bowman 2005 (L)
    - Familie Crenotrichaceae Hansgirg 1888, mit Gattung Toxothrix (L)

Unsichere Mitglieder:
- Klasse OC31[9][10] (N: ohne Zuordnung)
- Klasse Bacteroidota "Incertae sedis 253" Horn et al. 2001[11] mit Gattung: Amoebophilus[12] in der Familie „Candidatus Amoebophilaceae“ (L,N) – bei NCBI ist diese Mitglied der Ordnung Cytophagales und damit wäre die Klasse identisch mit Cytophagia.
- Klasse Bacteroidota "Incertae sedis 355" Gruwell et al. 2007[13] mit Gattung: Uzinura[14] (L,N) – bei NCBI ist diese Mitglied der Ordnung Flavobacteriales und damit wäre die Klasse identisch mit Flavobacteriia.
- Klasse JABWAT01 (G), mit Spezies JABWAT01 sp013360915[5][15][16]
- Klasse SZUA-365 (G), u. a. mit Spezies SZUA-365 sp003246455[5][17][18]

## Synonymien
1. ↑  
  - Bacteroidetes Krieg et al. 2012 (L,N), Synonyme:
  - Bacteroidota Krieg et al. 2021 (L), Bacteroidota Whitman et al. 2018 (L,N)
  - „Bacteroidaeota“ Oren et al. 2015 (L,N)
  - „Sphingobacteria“ Cavalier-Smith 2002 (L)
  - BCF group (N), Bacteroides-Cytophaga-Flexibacter group (N)
  - CFB group (N), Cytophaga-Flexibacter-Bacteroides phylum (N)
2. ↑  
Bacteroidia Krieg 2012 (L,N), Synonyme:
  - „Bacteroidetia“ Cavalier-Smith 2020 (L)
  - Bacteroidetes s. s. (N)
3. ↑  
Cytophagia Nakagawa 2012 (L) bzw. Nakagawa 2012 emend. Hahnke et al. 2016 (N), Synonym:
  - Flavobacteria Cavalier-Smith 2002 (L)
4. ↑  
Sphingobacteriales Kämpfer 2012 (L,N), alias Bacteroidetes Order IV. Incertae sedis (N: fehlerhaft, vergleiche Mitglieder: Gattung Toxothrix ist bei LPSN in der Sphingobacteriales-Familie Crenotrichaceae)

## Ökologie
Es sind aerobe (auf Sauerstoff angewiesene) wie auch anaerobe Vertreter vorhanden. Einige sind pathogen. Zu den anaeroben Bacteroidetes zählt z. B. die Gattung Bacteroides, die im menschlichen Darm die mit 1011 Zellen pro Gramm häufigsten Bakterien sind. Die Klasse der Flavobacteriia enthält einige Kommensalen und opportunistisch pathogene Bakterien. Die Arten sind in verschiedenen Habitaten zu finden, z. B. im Boden, Süßwasser und Meerwasser, innerhalb von verschiedenen Arten von Fischen, Amphibien, Insekten, Weichtieren, Krebstieren und in Pflanzen. Arten von Blattabacterium (Familie Blattabacteriaceae) wurden in Termiten und Schaben gefunden. Auch die Mitglieder der Klasse Sphingobacteria besiedeln ein breites Spektrum von Habitaten, so z. B. Böden, Grund-, Frisch- und Meerwasser.
Auch einige psychrophile (kälteliebende) Arten sind vorhanden, wie z. B. Flavobacterium psychrophilum und Psychroflexus. Beide Gattungen zählen zu der Familie Flavobacteriaceae.